# 劉寅之
劉寅之（1416年—？），字主敬，江西吉安府永新縣人，明朝政治人物。同進士出身。

## 生平
江西鄉試第十四名舉人。景泰五年（1454年）甲戌科會試第八十一名舉人，殿試登進士第三甲第七十九名。累官湖廣右參議。

## 家族
曾祖父劉溪所。祖父劉元傑。父劉髦，封編脩。
兄劉定之。